# Арвеладзе, Вато
Вато Ревазович Арвеладзе (груз. ვატო რევაზის ძე არველაძე; род. 4 марта 1998, Хомбург, Саар) — грузинский футболист, нападающий Тбилиского «Динамо» и сборной Грузии. Сын Реваза Ареладзе.

## Биография
Происходит из футбольной семьи. Родился в 1998 году в немецком Хомбурге, где в то время выступал его отец Реваз Арвеладзе. Футболистами также были младшие братья отца Шота и Арчил. Все они были игроками сборной Грузии. Среди родственников семьи также грузинский актёр Вахтанг Кикабидзе и кинорежиссёр Кети Долидзе.

### Клубная карьера
На взрослом уровне начинал играть в футбол в сезоне 2013/14 в клубе первой лиги Грузии «Саско», за который сыграл 4 матча и забил 2 гола. Следующий сезон начал в команде «35-я Сапехбурто школа» из второй лиги, но вскоре подписал контракт с турецким клубом «Касымпаша» и провёл сезон в молодёжной команде этого клуба. Летом 2015 года Арвеладзе вернулся в Грузию, где стал игроком тбилисского «Локомотива». В первый сезон в новом клубе провёл лишь 3 матча в высшей лиге, но затем стал одним из основных игроков команды.
Летом 2018 года перешёл в польский клуб «Корона». 8 августа 2022 года «Нефтчи» объявил о подписании контракта с игроком на два года (1+1).

### Карьера в сборной
В составе юношеской сборной (до 19 лет) принимал участие в домашнем для Грузии чемпионате Европы, где сыграл в двух матчах группового этапа.
В основную сборную Грузии впервые был вызван в марте 2019 года на отборочные матчи чемпионата Европы 2020 против Швейцарии и Ирландии. Дебютировал за сборную 26 марта, выйдя в стартовом составе на игру против Ирландии, и был заменён на 73-й минуте. 7 июня того же года забил свой первый гол в составе сборной Грузии, реализовав пенальти на 76-й минуте матча с Гибралтаром.